# Нидердорла
Нидердорла (њем. Niederdorla) општина је у њемачкој савезној држави Тирингија. Једно је од 47 општинских средишта округа Унструт-Хајних. Према процјени из 2010. у општини је живјело 1.389 становника. Посједује регионалну шифру (AGS) 16064049.

## Географски и демографски подаци
Нидердорла се налази у савезној држави Тирингија у округу Унструт-Хајних. Општина се налази на надморској висини од 203 метра. Површина општине износи 14,6 km². У самом мјесту је, према процјени из 2010. године, живјело 1.389 становника. Просјечна густина становништва износи 95 становника/km².